# Parafia Niepokalanego Poczęcia Najświętszej Maryi Panny w Panna Maria
Parafia Niepokalanego Poczęcia Najświętszej Maryi Panny w Panna Maria (ang. Immaculate Conception of BVM Parish) – parafia rzymskokatolicka położona w Panna Maria, w stanie Teksas, Stany Zjednoczone. Najstarsza parafia założona przez polskich imigrantów w Stanach Zjednoczonych,
Parafia została poświęcona Niepokalanego Poczęcia Najświętszej Maryi Panny.

## Historia

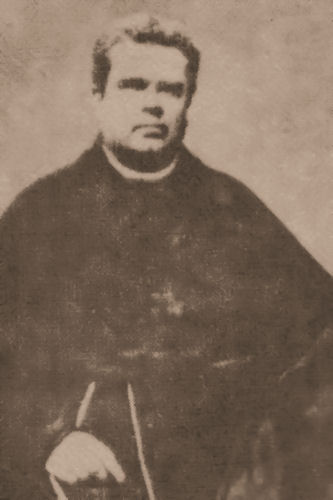
ks. Leopold Moczygemba

Pierwsza msza św. odprawiona przez ks. Leopolda Moczygembę, odbyła się 24 grudnia 1854 roku, przed ołtarzem zrobionym pod dębem.
Kościół został wzniesiony w 1855 roku. Drugi kościół, z 30-metrową wieżą, wybudowano w 1937 roku.